# Kōhei Takayanagi
Kōhei Takayanagi (japanisch 高柳 昂平 Takayanagi Kōhei; * 14. April 1994 in Nisshin) ist ein japanischer Fußballspieler.

## Karriere
Takayanagi erlernte das Fußballspielen in der Schulmannschaft der Meito High School und der Universitätsmannschaft der Universität Tsukuba. Seinen ersten Vertrag unterschrieb er 2017 bei Iwaki FC. 2018 wechselte er zum Drittligisten Grulla Morioka. Für den Verein absolvierte er vier Ligaspiele.